# Music for Montserrat
 (octobre 2023).
Si vous disposez d'ouvrages ou d'articles de référence ou si vous connaissez des sites web de qualité traitant du thème abordé ici, merci de compléter l'article en donnant les références utiles à sa vérifiabilité et en les liant à la section « Notes et références ».
Music for Montserrat est un concert exceptionnel donné le 15 septembre 1997 au Royal Albert Hall de Londres afin de lever des fonds pour la reconstruction de l'île caraïbe de Montserrat et plus particulièrement de la ville de Plymouth, totalement ravagée par l'éruption de la Soufrière le 25 juin 1997. Il réunit lors d'une soirée les plus grands musiciens de rock : Phil Collins, Eric Clapton, Mark Knopfler, Sting, Paul McCartney, Elton John ainsi que Jimmy Buffett, Arrow & His Band, Jools Holland, Paul "Wix" Wickens et le percussionniste Ray Cooper. On entend aussi Carl Perkins qui fait ici sa dernière grande prestation musicale puisqu'il décéda quatre mois plus tard.
Ce concert caritatif a fait l'objet d'un DVD produit par George Martin, sorti le 27 juin 2000. Cet événement fait suite à l'album caritatif After the Hurricane - Songs for Montserrat, qu'il a publié en 1989, afin d'amasser des fonds à la suite de la dévastation de l'île de Montserrat par l'ouragan Hugo.

## Chansons
- Phil Collins : Take Me Home
- Arrow & His Band : Hot, Hot, Hot
- Carl Perkins : Blue Suede Shoes
- Jimmy Buffett : Volcano
- Mark Knopfler : Brothers in Arms, Money for Nothing (avec Sting, Eric Clapton, Phil Collins et Ray Cooper)
- Sting : Message in a Bottle, Magic
- Elton John : Your Song, Live Like Horses, Don't Let the Sun Go Down on Me
- Eric Clapton : Layla (avec Mark Knopfler), Same Old Blues (avec Mark Knopfler, Phil Collins, Jools Holland et Ray Cooper)
- Paul McCartney : Yesterday, Golden Slumbers, Carry That Weight, The End (avec Phil Collins, Mark Knopfler et Eric Clapton), Hey Jude (avec tous les artistes apparus durant le concert), Kansas City (idem)